# Mimaplasta
Mimaplasta là một chi bướm đêm thuộc họ Geometridae.